# Brett Minnema
Brett Minnema (Workum, 6 januari 2002) is een Nederlands voetballer die als doelman voor SC Cambuur speelt.

## Carrière
Brett Minnema speelde in de jeugd van VV Workum, SC Cambuur, ONS Sneek en weer SC Cambuur. In 2019 zat hij voor het eerst als reservekeeper bij de eerste selectie van Cambuur. In 2021 tekende hij na de promotie van Cambuur naar de Eredivisie zijn eerste contract, tot medio 2023 met een optie voor een extra jaar. Na vier seizoenen op de bank maakte Minnema op 21 mei 2023 zijn debuut in de Eredivisie. Dit was in de uitwedstrijd tegen Sparta Rotterdam, die met 4-1 werd verloren. Cambuur was toen al gedegradeerd naar de Eerste divisie.

### Statistieken
| Seizoen                   | Club           | Land           | Competitie     | Competitie | Competitie | Beker | Beker | Overig | Overig | Totaal | Totaal |
| Seizoen                   | Club           | Land           | Competitie     | Wed.       | Dlp.       | Wed.  | Dlp.  | Wed.   | Dlp.   | Wed.   | Dlp.   |
| ------------------------- | -------------- | -------------- | -------------- | ---------- | ---------- | ----- | ----- | ------ | ------ | ------ | ------ |
| 2018/19                   | SC Cambuur     | Nederland      | Eerste divisie | 0          | 0          | 0     | 0     | 0      | 0      | 0      | 0      |
| 2020/21                   | SC Cambuur     | Nederland      | Eerste divisie | 0          | 0          | 0     | 0     | –      | –      | 0      | 0      |
| 2021/22                   | SC Cambuur     | Nederland      | Eredivisie     | 0          | 0          | 0     | 0     | –      | –      | 0      | 0      |
| 2022/23                   | SC Cambuur     | Nederland      | Eredivisie     | 1          | 0          | 0     | 0     | –      | –      | 1      | 0      |
| Carrièretotaal            | Carrièretotaal | Carrièretotaal | Carrièretotaal | 1          | 0          | 0     | 0     | 0      | 0      | 1      | 0      |
| Bijgewerkt op 4 juni 2023 |                |                |                |            |            |       |       |        |        |        |        |